# Нортгейми

Герб Дому Нортгеймів

Нортгейми, або Нортгеймська династія, або Нортгеймський Дім нім. Northeim — одна з впливових королівських династій (980-1140 рр.), яка об’єднує сім’ї правлячого графства Нортгейма та імператорського Дому Священної Римської імперії.
Родоначальником династії Нортгеймів вважається граф Оттон Нортгеймський, герцог Баварії, один з лідерів саксонського повстання проти імператора Священної Римської імперії Генріха IV.
Розквіт династії припадає тоді, коли Лотар II імператор Священної Римської імперії взяв собі за дружину маркграфиню Ригензу Нортгеймську.

## Представники династії
- Зігфрід I граф Нортгейма
- Бернхард граф Нортгейма
- Зігфрід II граф Нортгейма
- Оттон I граф Нортгейма, герцог Баварії
- Генріх Товстий - маркграф Фрісландії, граф Нортгейма
- Оттон II граф Нортгейма
- Ригенза Нортгеймська - графина Нортгейма, графиня Брауншвейга, герцогиня Саксонії, королева Німеччини, імператриця Священної Римської імперії.